# Plamenik
Plamenik je aparat koji se koristi u mnogim ljudskim djelatnostima. Svi plamenici rade na istom principu: kemijskom reakcijom energenata stvara se toplina koja se može iskoristiti za zavarivanje, zagrijavanje, rezanje i drugo.

## Plamenik u kemiji
U kemiji plamenici se koriste za zagrijavanje uzorka kada nije potrebna visoka preciznost i održavanje temperature stalnom. U slučaju kada je potrebno održavati stalnu temperaturu, koristi se uljna (ili ponekad vodena) kupelj.
Uobičajeni plamenici koji se koriste su Bunsenov, Tecluov, Mékerov (kao gorivo koriste lakozapaljive plinovite ugljikovodike, obično smjesu propana i butana ili metan), te Daniellov plamenik.
- Bunsenov plamenik sastoji se od postolja za dovod, sapnice za ispust, te dimnjaka za provod i izgaranje smjese plina i zraka, koji na sebi ima prolaze s prstenom za regulaciju dovoda zraka. Maksimalna temperatura koja se njime može postići iznosi oko 1300 °C. Osim za zagrijavanje također se koristi za kvalitativnu analizu minerala i soli jer mnogi spojevi boje plamen. To je svojstvo najizraženije kod alkalijskih metala, posebno kalija i natrija jer su gotovo sve njihove soli topljive tako da se ne mogu dokazati selektivnim taloženjem. Stakleno posuđe koje mora biti apsolutno suho suši se zagrijavanjem Bunsenovim plamenikom. Postoji i varijanta sa štednim plamenom. Izumio ga je njemački kemičar Robert Wilhelm Bunsen.

- Mékerov plamenik identičan je Bunsenovom, s izuzetkom vrha dimnjaka, koji je proširen i sadrži metalnu mrežicu, koja odvodi toplinu plamena i sprječava zagrijavanje dimnjaka i uskakanje plamena. Osim toga, Mekerov plamenik daje višu temperaturu plamena od Bunsenovog i Tecluovog. Izumio ga je francuski kemičar Geoges Méker.

- Tecluov plamenik ima dimnjak koji završava kao i Bunsenov, no baza mu je proširena i sadrži pločicu koja zakretanjem regulira dovod zraka. Daje topliji plamen od Bunsenovog plamenika. Izumio ga je rumunjski kemičar Nicolae Teclu.

- Daniellov plamenik sastoji se od dvije cijevi jedne u drugoj, kroz koje se posebno puštaju čisti vodik i čisti kisik, koji na samom izlazu formiraju smjesu. Daje plamen temperature do 2700 °C. Izumio ga je Edward Daniel Clarke, engleski mineralog i putnik.

## Vanjske poveznice
- Vježba 9. Plamenici Tehnička škola i prirodoslovna gimnazija Ruđera Boškovića Osijek